# Wladimir Horbowski
Wladimir von Horbowski-Zaranek (* 19. Januar 1905 in Tiflis; † 28. Februar 1989 in München) war ein aus Georgien gebürtiger, in Deutschland wirkender Klavierpädagoge.
Wladimir von Horbowski-Zaranek (der sich in Deutschland nur noch Wladimir Horbowski nannte) entstammte einer Familie polnischen und ukrainisch-georgischen Adels, die infolge der Oktoberrevolution 1921 ihre Heimat verließ und nach Brüssel ins Exil ging. Nach einem Studium am dortigen Konservatorium zog er nach Berlin um, war dort Schüler und Assistent von Leonid Kreutzer und gehörte dem Kreis um Ferruccio Busoni an; auch Rachmaninoff spielte er vor. Immer wieder erklärte Horbowski später, dass er diesen Persönlichkeiten die nachhaltigste künstlerische Förderung und geistige Anregung verdankt.
Da dem hochbegabten Pianisten durch einen Unfall in der Jugend die Konzertlaufbahn verwehrt war, wandte er sich früh der pädagogischen Arbeit zu. Als Kreutzer 1933 von den Nazis aus seinem Lehramt vertrieben wurde und nach Japan emigrierte, übernahm Horbowski dessen Klavierklasse an der Berliner Musikhochschule. Von 1934 bis 1945 leitete er zudem eine Klavierklasse am Berliner Klindworth-Scharwenka-Konservatorium. Er entwickelte eine Unterrichtsmethode, die seine Schüler inspirierte,
konzentrierter zu üben, den Urtext der Kompositionen auswendig zu lernen und vor allem der Phrasierung, Dynamik und Pedalisierung genaueste Aufmerksamkeit zu widmen. Zudem „erfand“ er eine Art von Fingersätzen, die es ermöglicht, auch pianistisch komplizierte Stücke ohne technische Anspannung zu interpretieren.
Nach dem Zweiten Weltkrieg übernahm Horbowski eine Professur für Klavier an der Stuttgarter Musikhochschule. Dort wurde sein Unterricht zum Inbegriff pianistischer Ausbildung, die mit Bartóks Mikrokosmos beginnend bis zum Studium der Konzertliteratur alles
vermittelte, was an technischem Können und stilistischer Kenntnis erforderlich ist. Aus aller Welt kamen Pianisten nach Stuttgart, um unter seiner Anleitung die Kunst des Klavierspiels noch einmal von Grund auf neu zu überdenken und sich bei ihm Rat zu holen. Groß ist die Zahl seiner Schüler, die in internationalen Wettbewerben Preise und
Auszeichnungen gewannen, als Konzertpianisten bekannt wurden oder als angesehene Pädagogen an Konservatorien und Musikhochschulen unterrichten. Horbowskis musikalischer Geschmack und sein sicheres Urteil wurden auch über die Grenzen Deutschlands hinaus geschätzt; mehrfach war er Mitglied der Jury für das Fach Klavier im Concours Reine Elisabeth in Brüssel, einem der weltweit bedeutendsten Musikwettbewerbe.
Nach seiner Pensionierung übersiedelte Horbowski nach München, wo er noch lange als Lehrer und Berater vieler Pianisten tätig war und in seinem 85. Lebensjahr nach schwerem Leiden starb.
| Personendaten    | Personendaten                                        |
| ---------------- | ---------------------------------------------------- |
| NAME             | Horbowski, Wladimir                                  |
| ALTERNATIVNAMEN  | Horbowski-Zaranek, Wladimir von (vollständiger Name) |
| KURZBESCHREIBUNG | georgisch-deutscher Klavierpädagoge                  |
| GEBURTSDATUM     | 19. Januar 1905                                      |
| GEBURTSORT       | Tiflis                                               |
| STERBEDATUM      | 28. Februar 1989                                     |
| STERBEORT        | München                                              |